# Matt Freeman
Matt Freeman es un músico originario de Albany, California, Estados Unidos. Matt conoció a Tim Armstrong a los 5 años, ya que estudiaban juntos en el mismo instituto. Es el bajista del grupo musical Rancid.

## Curiosidades
Matt posee varios tatuajes, entre los que destacan una bandera de los Estados Unidos en su espalda y una gran "X" en su brazo.
Matt tocó junto a Tim en la legendaria banda de ska-punk "Operation Ivy" y en la banda de ska "Dance Hall Crashers". Después, en 1991, forman "RANCID".
En el 2007 formó un proyecto-banda alternativa a Rancid llamado "Auntie Christ", donde toca con los exintegrantes de "X".
A veces alterna tocar con dedos y púa, y tiene una gran habilidad para tocar el bajo.
- Datos: Q661662
- Multimedia: Matt Freeman / Q661662